# Хоружево (Псковская область)
Хоружево — деревня в Великолукском районе Псковской области России. Входит в состав сельского поселения «Черпесская волость».
Расположена на севере района, на левом берегу реки Ловать, в 30 км к северу от райцентра Великие Луки, в 11 км к югу от волостного центра, деревни Черпесса и в 2 км к северу от окраины деревни Кострово.

## Население
Численность населения деревни по состоянию на 2000 год составила 3 жителя, на 2010 год — постоянные жители отсутствовали.